# Ascetoderes picipes
Ascetoderes picipes is een keversoort uit de familie knotshoutkevers (Bothrideridae). De wetenschappelijke naam van de soort werd in 1903 gepubliceerd door Thomas Broun.